# Anthyllis
Anthyllis је род зељастих биљака из фамилије бобова (Fabaceae). 